# Пежо тип 91
Пежо тип 91 (фр. Peugeot Type 91) је моторно возило произведено између 1907. - 1908. од стране француског произвођача аутомобила Пежо у њиховој фабрици у Оданкуру. У том раздобљу је укупно произведено 339 јединица.
Возило покреће четвороцилиндрични четворотактни мотор који је постављен напред, а преко ланчаног склопа је пренет погон на задње точкове. Његова максимална снага била је 12 КС и запремине 2.207 cm³.
Тип 91 је рађен у две варијанте 91 А и 91 Ц са међуосовинским растојањм од 274 цм, дужина возила 380 цм, ширина возила 160 цм, а размак точкова 135 цм. Облик каросерије је дупли фетон и има места за четири особе.

## Галерија
- Пежо тип 91
- Пежо тип 91
- Пежо тип 91 1908.